# Kennel

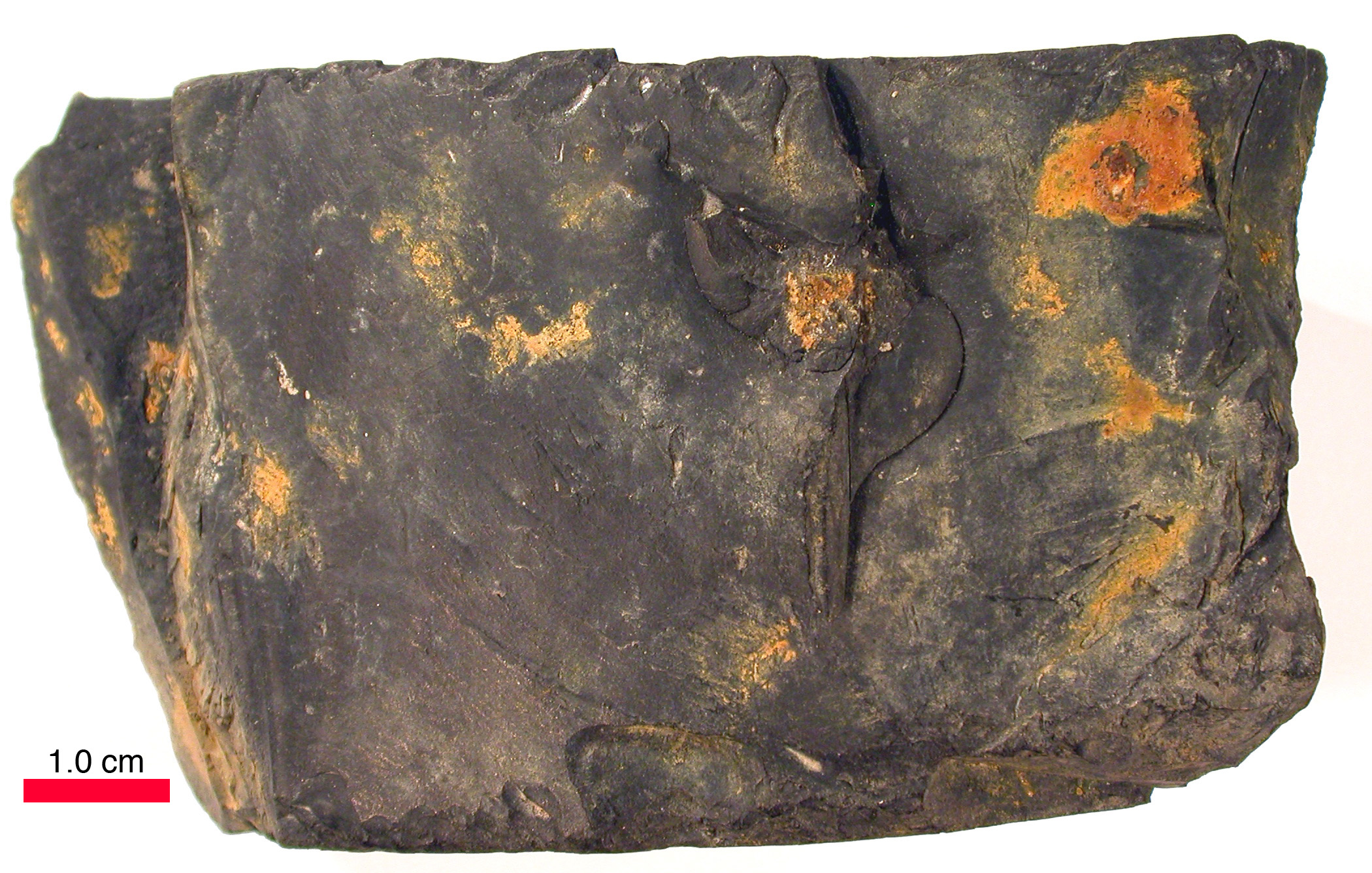
Kennel

Kennel, węgiel kennelski – odmiana węgla sapropelowego, złożona głównie z licznych spor (sporynitu) oraz rozproszonego inertynitu. Zawierają do 20% witrynitu i do 25% inertynitu. Kennele są niewarstwowane, mają tłusty połysk i przełam muszlowy. Wykorzystywane są m.in. jako materiał rzeźbiarski. Palą się gęstym i kopcącym płomieniem. Makroskopowo nie można ich odróżnić od bogheadów.